# Diolé
Diolé est une commune rurale située dans le département de Samogohiri de la province de Kénédougou dans la région des Hauts-Bassins au Burkina Faso.

## Géographie
Très excentré du centre du département et de son chef-lieu, Diolé est localisé à 13 km au nord de Samogohiri près de la route nationale 8 (à 2 km) menant à la frontière malienne.

## Santé et éducation
Le centre de soins le plus proche de Diolé est le centre de santé et de promotion sociale (CSPS) de Diéri.